# An-Nàssir Salah-ad-Din
An-Nàssir Salah-ad-Din fou imam zaidita del Iemen.
Durant la seva vida va haver de fer front a conflictes interns, quan diversos imams es van aixecar un contra l'altra a la primera meitat del segle xiv. A mitjan segle el seu pare al-Mahdi Ali Muhammad va aconseguir a exercir el control d'una zona molt important, però ja no va poder prosperar més i va morir el 1372. El seu fill el va succeir i va penetrar a la Tihama lluitant contra els rassúlides. A la seva mort en la lluita el 1391 a Sanaa, la notícia fou amagada durant dos mesos. Finalment la mort es va saber i el cadi de Sa'dah al-Dawwari el va fer enterrar a Sanaa. El va succeir el seu fill Ali ibn Salah al-Din.